# Schacholympiade 2010
Die Schacholympiade 2010 war ein Mannschaftsturnier im Schach, das vom 20. September bis 3. Oktober in Chanty-Mansijsk ausgetragen wurde. Es handelt sich um die 39. Schacholympiade des Weltschachbundes FIDE. Zum vierten Mal nach 1956, 1994 und 1998 fand sie in Russland statt. Während der Olympiade fand auch die Wahl des FIDE-Präsidenten statt, bei der sich Amtsinhaber Kirsan Iljumschinow gegen Ex-Weltmeister Anatoli Karpow durchsetzte.

## Vorgeschichte

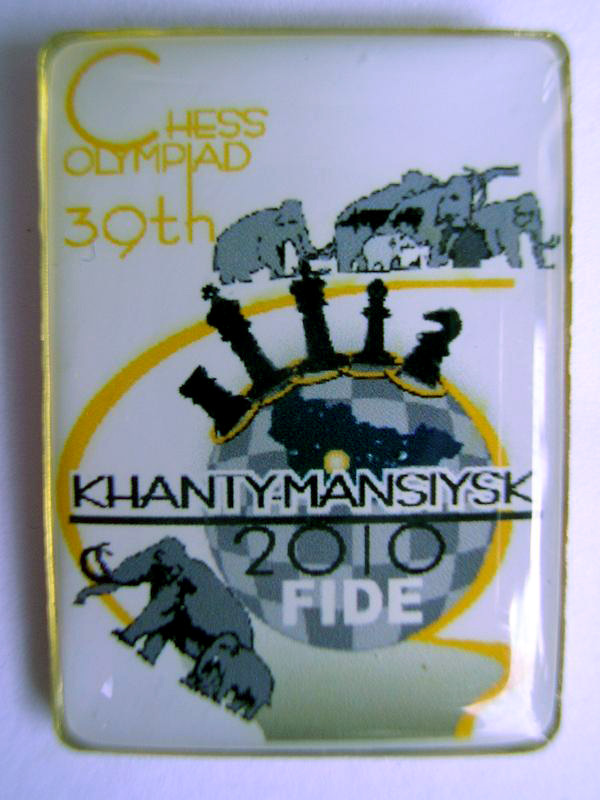
Anstecker Schacholympiade 2010
Werbegeschenk 2008 in Dresden

Um die Austragung beworben hatten sich neben Chanty-Mansijsk die Städte Budva, Buenos Aires, Poznań, Riga und Tallinn. Die Entscheidung über den Austragungsort fiel beim FIDE-Kongress in Turin 2006.
Das Turnier fand in einer Tennishalle statt, die im September 2008 eröffnet wurde, eine Fläche von insgesamt 15.558 Quadratmetern aufweist und 3500 Zuschauern Platz bietet. In einem Interview vom 31. Juli 2010 äußerte FIDE-Präsident Iljumschinow Bedenken, dass die zugesagten Hotels zur Unterbringung der Teilnehmer nicht rechtzeitig fertiggestellt werden könnten. Er habe dies in einem Schreiben an den Provinzgouverneur angemahnt. Probleme gab es auch mit den Charterflügen nach Chanty-Mansijsk, deren Zeiten mehrfach verschoben wurden. Die Organisatoren schafften es schließlich, alle Einrichtungen rechtzeitig fertigzustellen.
Gastgeber Russland konnte mit fünf Mannschaften in der Offenen Sektion teilnehmen. Russland 1 in der Aufstellung Wladimir Kramnik, Alexander Grischtschuk, Pjotr Swidler, Sergej Karjakin und Wladimir Malachow stand mit einem Elo-Schnitt von 2749 auf Platz 1 der Setzliste. Insgesamt nahmen 142 Föderationen mit 242 Großmeistern und 123 Internationalen Meistern teil. Hauptschiedsrichterin war Sava Stoisavljevic aus Serbien.
Gespielt wurden elf Runden Schweizer System. Für die Platzierung zählten zunächst die erreichten Mannschaftspunkte, dann die Summe der Sonneborn-Berger-Punkte (Mannschaftspunkte gegen einen Gegner, multipliziert mit den Brettpunkten gegen diesen Gegner, ohne Berücksichtigung des Gegners mit den wenigsten Mannschaftspunkten), danach die Brettpunkte, danach die Summe der Mannschaftspunkte der Gegner (mit Ausnahme des schlechtesten Gegners). Die Bedenkzeit betrug 90 Minuten für 40 Züge und 30 Minuten für den Rest der Partie, plus 30 Sekunden pro Zug von Beginn an. Die Spieler mussten bei Rundenbeginn am Brett sein, ansonsten wurde die Partie als verloren gewertet. Im Unterschied zur vorigen Schacholympiade waren Remisangebote wieder jederzeit erlaubt.
Bei der deutschen Nationalmannschaft zeichneten sich im Vorfeld Probleme ab, die finanziellen Forderungen der besten Spieler zu erfüllen. Ein Spendenaufruf im Juni 2010, der von Jan Gustafsson initiiert und von DSB-Präsident Robert K. von Weizsäcker unterstützt wurde, blieb erfolglos. Am 13. Juli 2010 wurden daraufhin Rainer Buhmann, Sebastian Bogner, Falko Bindrich, Martin Krämer und Niclas Huschenbeth im offenen Turnier nominiert. Die Mannschaft stand damit in der Setzliste auf Rang 42. Bundestrainer Uwe Bönsch räumte in einem Interview ein, dass es Probleme in der Kommunikation mit den Spitzenspielern gegeben habe, bezeichnete deren persönliche Angriffe gegen Funktionäre jedoch als nicht annehmbar. Die Frauenmannschaft bestand aus Elisabeth Pähtz, Elena Lewuschkina, Melanie Ohme, Sarah Hoolt und Judith Fuchs. Sie lag auf Rang 16 der Setzliste, bei 110 teilnehmenden Föderationen.
Aufgrund von finanziellen Problemen sagte die rumänische Mannschaft, die mit einem Elo-Schnitt von 2633 zum erweiterten Favoritenkreis gehört hätte, ihre Teilnahme kurzfristig ab.

### Offenes Turnier

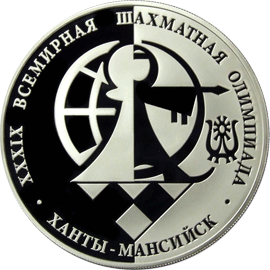

In der Offenen Sektion siegte die Ukraine, angeführt von dem überragenden Wassyl Iwantschuk. Weitere Mitglieder des Teams waren Ruslan Ponomarjow, Pawel Eljanow, Sachar Jefymenko und Oleksandr Mojissejenko sowie Mannschaftsführer Wolodymyr Tukmakow. Die Silbermedaille ging an das favorisierte Team Russland 1, die Bronzemedaille gewann Israel. Die deutsche Mannschaft kam nur auf Platz 64, hinter Österreich (Platz 38) und knapp vor der Schweiz (Platz 65).
Goldmedaillen für das beste Einzelergebnis gingen an Wassyl Iwantschuk (Brett 1, Ukraine), Emil Sutovsky (Brett 2, Israel), Witali Teterew (Brett 3, Belarus), Sergei Karjakin (Brett 4, Russland) und Sébastien Feller (Brett 5, Frankreich). Feller wurde die Goldmedaille jedoch nachträglich wegen Täuschung mit versteckter Computerunterstützung aberkannt, und er wurde von der FIDE für mehrere Jahre gesperrt.
Sutovsky erspielte mit 2895 die beste Elo-Leistung aller Teilnehmer. Den größten Elo-Gewinn erreichte der an Brett 3 für Pakistan spielende Akram Wasim mit 84 Punkten.
Insgesamt wurden 3240 Partien gespielt (1209 Weißsiege, 1031 Remis, 985 Schwarzsiege, 15 kampflose Siege).
Unter den teilnehmenden Ländern befanden sich vier Neulinge, die sämtlich aus Afrika kamen: Burundi, Kamerun, Sierra Leone sowie São Tomé und Príncipe.

### Frauenturnier
Bei den Frauen siegte das Team Russland 1, dessen Turniersieg bereits vor der letzten Runde feststand. Den 2. Platz belegte China, auf Platz 3 kam Georgien. Deutschland kam auf Platz 25, die Schweiz auf Platz 52 und Österreich auf Platz 55. Sehr detaillierte Informationen zu den Frauen sind auf den Webseiten der Wiener Zeitung abrufbar.
Goldmedaillen für das beste Einzelergebnis gingen an Tatjana Kossinzewa (Brett 1, Russland), Nadeschda Kossinzewa (Brett 2, Russland), Yaniet Marrero López (Brett 3, Kuba), Inna Gaponenko (Brett 4, Ukraine) und Marija Musytschuk (Brett 5, Ukraine).
Insgesamt wurden 2508 Partien gespielt (1027 Weißsiege, 592 Remis, 867 Schwarzsiege, 22 kampflose Siege).
Russland gewann auch den Gaprindashvili-Cup, für das beste kombinierte Ergebnis in der Offenen Sektion und der Frauensektion, vor China und der Ukraine.

## Wissenswertes
- Die Mannschaft aus dem Jemen trat in der ersten Runde aufgrund eines Verbots durch den damaligen jemenitischen Sportminister Hamoud Ubad gegen Israel nicht an.
- Der Deutsche Jan Gustafsson war Mannschaftsführer des Teams aus Dänemark.
- Thomas Luther spielte am Spitzenbrett für die International Physically Disabled Chess Association, FIDE-Meister Oliver Müller an Brett 3 für die International Braille Chess Association, für das International Committee of Silent Chess starteten IM Sergej Salov an Brett 4 in der offenen Klasse und WCM Annegret Mucha an Brett 2 des Frauenwettbewerbs.
- Für die Topspieler Magnus Carlsen und Wesselin Topalow verlief das Turnier nicht gut. Carlsen verlor drei Partien (gegen Baadur Dschobawa, Michael Adams und Sanan Sjugirow) und dadurch 15 Elo-Punkte, konnte seinen Spitzenplatz in der Weltrangliste aber trotzdem behaupten. Topalow verlor mit seinem Ergebnis von 5 Punkten aus 9 Partien sogar 17 Elo-Punkte.
- Die Schacholympiade 2014 wurde nach Tromsø vergeben.